# Ledra sublata
Ledra sublata är en insektsart som beskrevs av William Lucas Distant 1908. Ledra sublata ingår i släktet Ledra och familjen dvärgstritar. Inga underarter finns listade i Catalogue of Life.